# Maria Sarnik-Konieczna
Maria Sarnik-Konieczna (ur. 19 lutego 1941 w Szadku) – polska architekt, posłanka na Sejm PRL VIII kadencji.

## Życiorys
Urodziła się jako córka Stanisława i Genowefy z domu Beda. W rodzinnym Szadku ukończyła szkołę podstawową, następnie uczęszczała do liceum w Sieradzu. W 1968 ukończyła studia na Wydziale Architektury Politechniki Wrocławskiej. Pełniła funkcje miejskiego i wojewódzkiego konserwatora zabytków w Zamościu. W latach 1980–1985 była bezpartyjną posłanką na Sejm PRL VIII kadencji. Zajmowała stanowisko dyrektora Departamentu Ochrony Zabytków w Ministerstwie Kultury, została członkinią Polskiego Komitetu ICOMOS. Pracowała też w Agencji Własności Rolnej Skarbu Państwa, gdzie również zajmowała się problematyką zabytków. Została honorowym członkiem Stowarzyszenia Konserwatorów Zabytków.
Jej mężem był Marian Konieczny.

## Odznaczenia
W 2013, za wybitne zasługi w działalności na rzecz kultury polskiej i zachowania dziedzictwa kulturowego, prezydent Bronisław Komorowski odznaczył ją Krzyżem Oficerskim Orderu Odrodzenia Polski.